# Броссье, Марта
Марта Броссье (фр. Martha Brossier; ок. 1573 — после 1600) — француженка, выдававшая себя за одержимую демонами. Получила известность сначала в провинциальной Франции, а с 1599 года в Париже, где стала объектом политического противостояния между королевской властью и католической оппозицией. Неоднократно осматривалась как медиками, так и духовенством. Несколько раз над ней совершался обряд экзорцизма. В мае 1599 года была выслана в Ромарантен, где должна была находиться под надзором семьи и не покидать город. В конце года бежала с отцом и сестрой в Рим, где пыталась встретиться в папой римским. Однако этому воспротивился французский король и через своего представителя в Риме удалось воспрепятствовать аудиенции. После этого сведения о ней теряются.

## Биография
Родилась в городе Роморантен в провинции Берри в первой половине 1570-х годов (по некоторым сведениям раньше). Была третьей из четырёх дочерей обедневшего Жака Броссье. Так как в семье не было средств обеспечить дочерей приданным, шансы выйти замуж у них были минимальные. Именно этим, по мнению местных жителей, было вызвано то, что Марта «совершенно сошла с ума» и находилась в угнетённом состоянии и одиночестве. По некоторым сведениям, она хотела уйти в местный монастырь Гратиньи, однако не смогла этого сделать из-за отсутствия у семьи денег для вступительного взноса. После этого она совершила экстраординарный поступок: в тайне от семьи она обрезала волосы, переоделась в мужскую одежду и бежала из дома. Некоторое время она пряталась в местном соборе, после чего перебралась в соседний город, где находилась «день или два». Там её опознали и вернули в семью. Такое ход событий привел к тому, что жизнь её стала невыносимой: самостоятельное путешествие женщины без сопровождающих могло расцениваться как распутство. Некоторые считают, что она могла опасаться обвинений в колдовстве. После возвращения домой Марта скрывала своё лицо под капюшоном. Видимо то, что она навлекла позор на семью и погубила свою репутацию как порядочной женщины, что сделало невозможным выход замуж, привело к тому, что она решила выдать себя за одержимую. На это также её мог подтолкнуть ведовской процесс в Роморантене, состоявшийся примерно в то время, когда она сбежала из дома. В городе появились три женщины, объявившие себя одержимыми. Они объявили, что их околдовали местные ведьмы. «Ведьм» сожгли на костре, а одержимые вновь стали нормальными. Кроме того, некоторые местные женщины объявили себя околдованными, часть из них обратилась за помощью к кюре Роморантена, а одна отправилась в Брюгге к капуцинам, чтобы над ней провели обряд экзорцизма. 
Марта также объявила себя одержимой, что улучшило материальное положение семьи, так как она стала заниматься прорицаниями, которые объявляла от имени своего демона. Став знаменитой она обрела некоторую свободу и даже завела роман с местным каноником, который верил в её одержимость и сопровождал в поездках. Её также поддерживал приходской кюре. По некоторым сведениям, каноник и кюре дали ей ознакомиться с книгой, в которой приводились описания поведения одержимых бесами. Она обвинила в своих бедствиях «ведьму» Анну Шевро, происходившую из семьи с которыми враждовали родственники Марты. Анну арестовали и она более года находилась в заключении.  

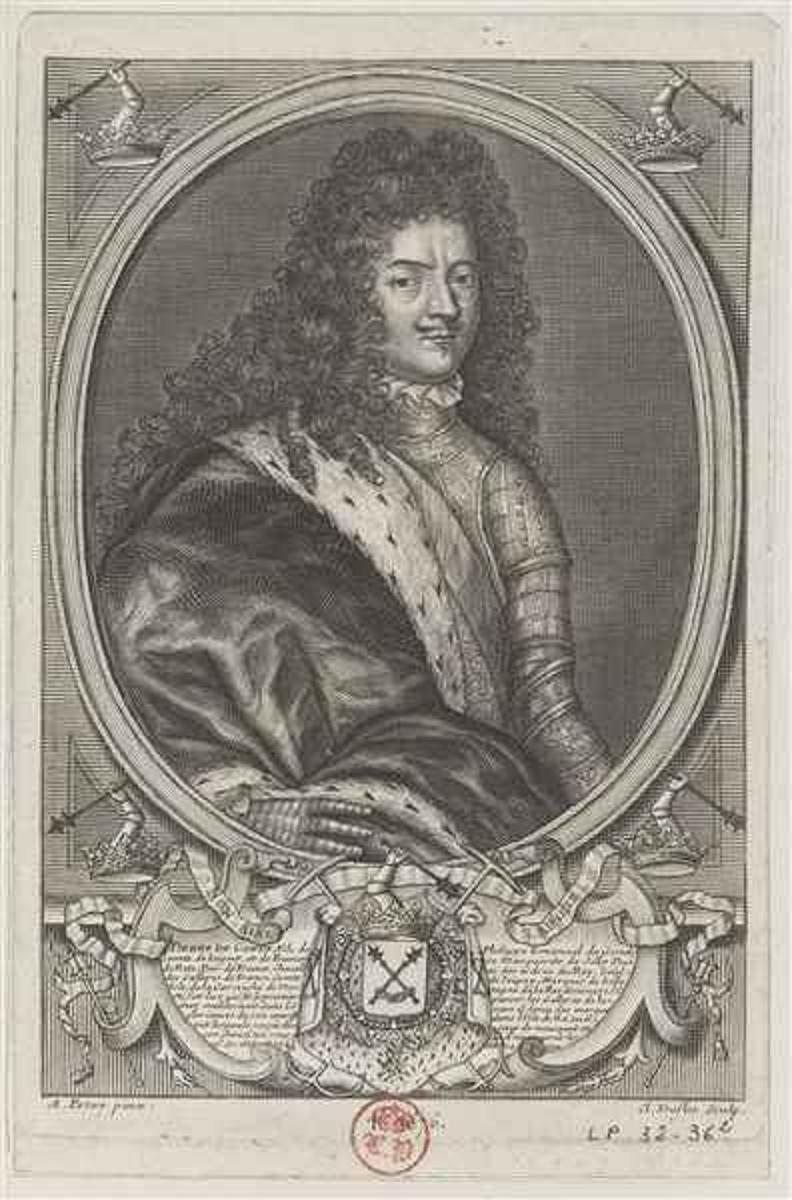
Епископ Парижа Пьер де Гонди

В 1598 году Марта объездила вместе с семьёй многие французские города, где демонстрировала одержимость демонами, в частности билась в конвульсиях, вещала от имени демонов. Над ней несколько раз проводили обряд экцорцизма, но она продолжала демонстрировать, что демоны её не покидали. Не все воспринимали Марту за настоящую одержимую, в том числе в церковных кругах. Возможно, что боязнь разоблачения подтолкнули её к поездке в Париж, где она оказалась 30 марта 1599 года. Там она стала орудием борьбы в вопросе соблюдения веротерпимости между сторонниками не принявших реформ католических кругов и сторонников короля Генриха IV («политиков» — умеренных католиков). В 1598 года король подписал Нантский эдикт, даровавший свободу вероисповедания протестантам, после чего Гугенотские войны (1562—1598) закончились. Указ был с трудом зарегистрирован в Парижском парламенте только 25 февраля 1599 года — за месяц до появления девушки в Париже. По приказу парижского епископа Пьера де Гонди 30 и 31 марта, а также 1 апреля 1599 года над Мартой провели несколько обрядов экзорцизма с участием представителей ордена капуцинов. При этом присутствовали парижские теологи и врачи. Мнение участников, которые должны были вынести решение о том, действительно ли девушка одержима, или же лишь воображает это, разделились. Экзорцисты заявили, что её действительно одолевают демоны, а врачи возразили, что она мошенница. Дело приобрело политическую подоплеку, так как «высказывания» её главного демона Вельзевула были направлены против гугенотов, которых она называла пособниками дьявола. Это подхватила католическая оппозиция, прежде всего такая её радикальная часть как капуцины.
2 апреля 1599 года Парижский парламент санкционировал арест Марты, что было произведено на следующий день. После этого её поместили в тюрьму Шатле, где 4 и 5 апреля был произведён очередной медицинский осмотр, результаты которого не смогли дать решительного ответа о её состоянии. Неоднозначные выводы очередного освидетельствования подали надежды католической оппозиции. 6 апреля было подано прошение на имя епископа Парижа о назначении нового сеанса экзорцизма. Его должен был провести католический богослов Пьер де Берюль. Разрешение было получено и 7 апреля он приступил к проведению обряда. Однако 13 апреля король приказал главному прокурору прекратить деятельность де Берюля. Известность Марты распространилась по всему Парижу, так, в тюрьме её посещало большое количество народа. Агитацию за её «невинную душу» вели католические священники. Ситуация становилась напряжённой для властей, и 3 мая 1599 года король в личном письме к своему медику Мишелю Мареско обратился с настоятельной просьбой публично высказать своё мнение о состоянии девушки. С этой целью предполагалось издать брошюру. Мареско входил ещё в первую комиссию по обследованию Марты и владел непосредственной информацией о деле.
24 мая 1599 года Парижский парламент вынес постановление, согласно которому Марту, её отца Жака Броссье, а также её сестёр Сильвину и Мари выслали в Роморантен, где Марта должна была находиться под надзором семьи и не покидать город под страхом смертной казни. Таким образом, Марта официально была признана мошенницей, не имеющей право быть признанной одержимой. Текст этого решения Мареско включил в трактат «Правдивые рассуждения о Марте Броссье из Роморантена, притворяющейся одержимой», в котором он пришёл к выводу, что девушка не страдала никакими болезнями и отклонениями, не была одержимой, а все её действия указывают на «обман и мошенничество». По его мнению, она копировала бесноватость из книг, а её поведение противники власти пытались использовать в политико-религиозном плане. В ответ на этот труд Пьерь де Берюль опубликовал «Трактат  об  энергуменах» и «Рассуждение  об  одержимости  Марты Броссье», где выступил за рассмотрение дела сугубо в рамках церковной юрисдикции. О девушке было написано ещё несколько трудов, как её современниками, так и более поздними авторами. Она получила известность и за границей.
В декабре 1599 года Марта бежала из родного города. Сначала вместе со старшей сестрой Сильвиной и отцом они оказались в Авиньоне, а затем в Риме, где старались засвидетельствовать одержимость в папской курии. Несмотря на помощь со стороны некоторых покровителей из церковных кругов, получить аудиенции с папой римским не удалось. По приказу Генриха IV кардинал Арно д’Осса провёл переговоры с французскими иезуитами, изгнанными из страны в 1594 году, укрывшими в Риме семью Броссье. 17 апреля 1600 года кардинал убедил Климента VIII ничего не делать относительно Марты, не обсудив этот вопрос с ним. В письме кардинала к королю от 9 мая 1600 года, он отмечал, что по результатам его усилий она не представляет опасности для Франции, так как стала в Италии объектом «для насмешек, который заставляет смеяться абсолютно всех, даже самых простых и доверчивых людей». После этого её следы теряются и не дошло сведений о её последующей жизни. Огюстен Кальме писал о ней: «Дочь Роморантинского ткача, Марта Бросьер в своё время пользовалась большой известностью, как бесноватая, но её бесноватость была мнимая, притворная».  